# Liste der Stolpersteine in Flandern

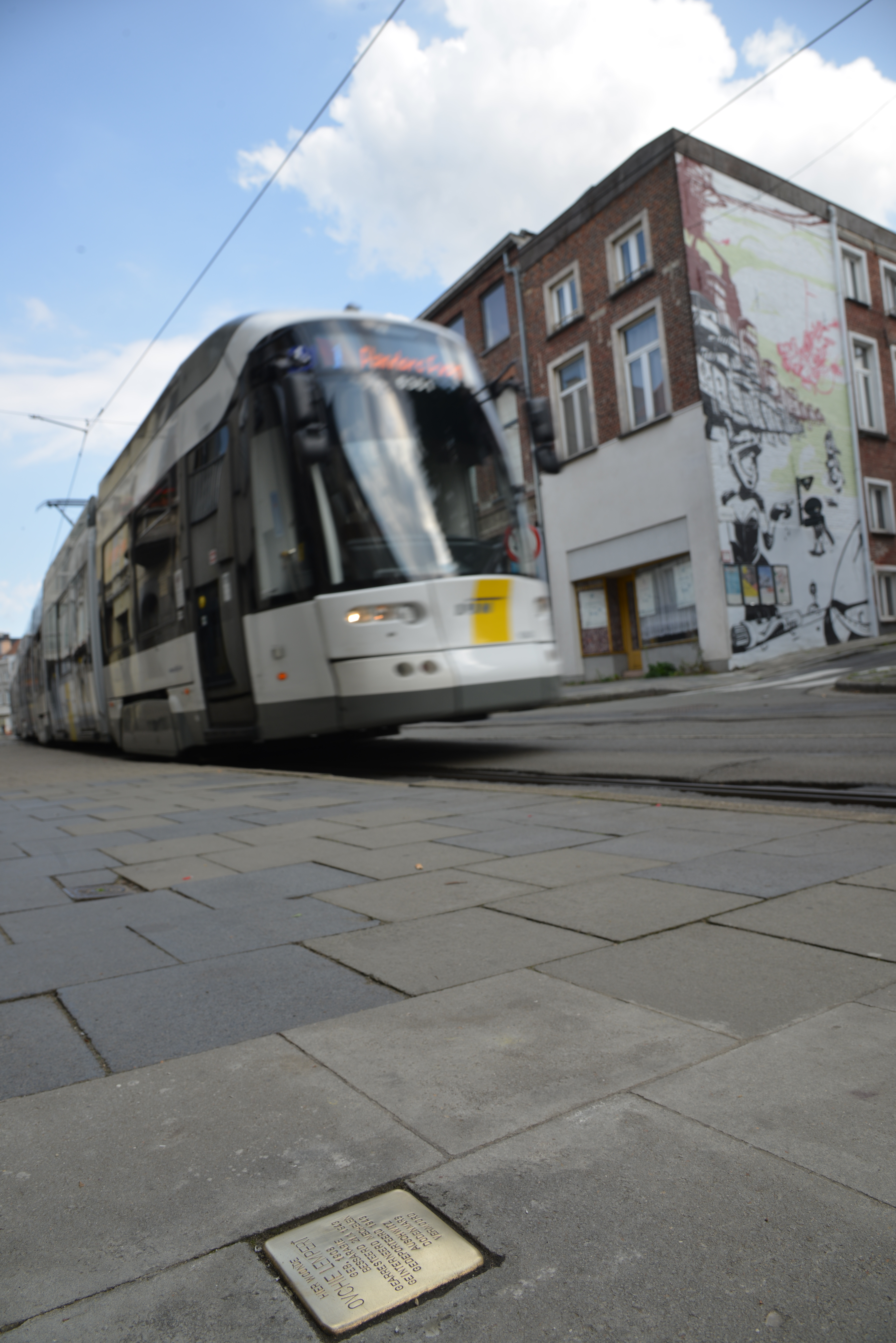
Stolperstein in Gent

Die Liste der Stolpersteine in Flandern listet alle Stolpersteine im belgischen Landesteil Flandern. Stolpersteine erinnern an das Schicksal der Menschen, die von den Nationalsozialisten ermordet, deportiert, vertrieben oder in den Suizid getrieben wurden. Die Stolpersteine wurden vom Kölner Künstler Gunter Demnig konzipiert und werden im Regelfall von ihm selbst verlegt.
Die Stolpersteine werden auf Flämisch struikelstenen genannt, auf Französisch pavés de mémoire (Erinnerungssteine). Sie liegen vor dem letzten frei gewählten Wohnort des Opfers. Die Verlegungen werden durch die Association pour la Mémoire de la Shoah (Vereinigung zur Erinnerung an die Shoah, AMS) in Brüssel initiiert.

## Listen der Stolpersteine
Die Tabellen sind teilweise sortierbar; die Grundsortierung erfolgt alphabetisch nach dem Familiennamen.

### Flämisch-Brabant

#### Bertem
In Bertem wurde bisher drei Stolpersteine verlegt.
| Stolperstein | Übersetzung | Verlegeort           | Name, Leben                  |
| ------------ | --- | -------------------- | ---------------------------- |
|              | HIER WOHNTE EMIEL DOTTERMANS GEB. 1922 WIDERSTANDSKÄMPFER VERHAFTET INTERNIERT 9.12.1943 HINGERICHTET 1.3.1944 BREENDONK | Tervuursesteenweg 41 | Emiel Dottermans (1922–1944) |
|              | HIER WOHNTE FRANCOIS JOURAND GEB. 1924 WIDERSTANDSKÄMPFER VERHAFTET INTERNIERT 9.12.1943 HINGERICHTET 1.3.1944 BREENDONK | Tervuursesteenweg 58 | Francois Jourand (1924–1944) |
|              | HIER WOHNTE GASTON JOURAND GEB. 1921 WIDERSTANDSKÄMPFER VERHAFTET INTERNIERT 9.12.1943 HINGERICHTET 1.3.1944 BREENDONK   | Tervuursesteenweg 58 | Gaston Jourand (1921–1944)   |

#### Löwen

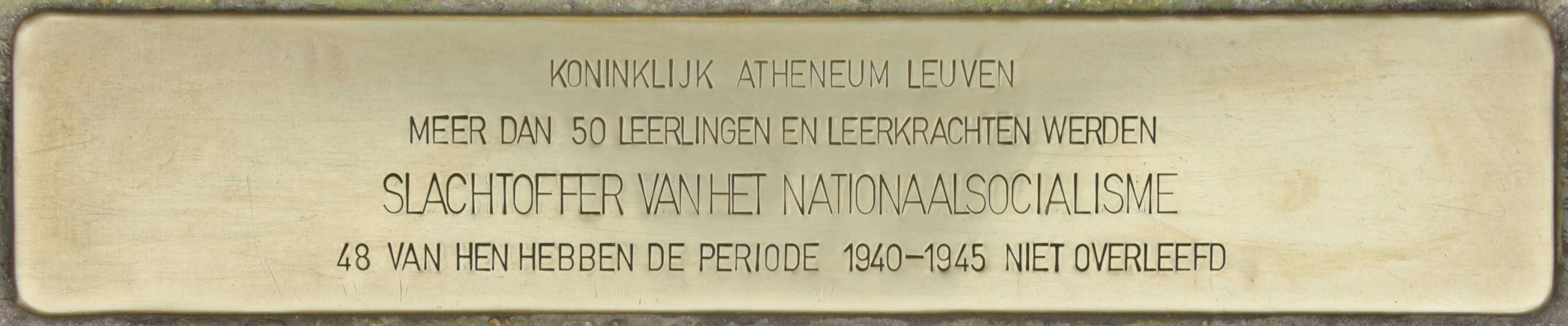
Stolperschwelle

In der Universitätsstadt Löwen, 25 Kilometer östlich von Brüssel gelegen, wurde am 3. Februar 2017 eine Stolperschwelle zum Gedenken an fünfzig Lehrer und Schüler des Königlichen Athenäums, die vom NS-Regime verhaftet und deportiert wurden, verlegt. Nur zwei von ihnen kehrten zurück. Die Stolperschwelle befindet sich vor dem Eingang zum Athenäum in der Naamsestraat 73.
Weiters verlegte Demnig am selben Tag 15 Stolpersteine für Mitglieder der Familie Rothschild in der Koning Albertlaan 108 und in der Martelarenlaan 179.
| Stolperstein | Übersetzung | Verlegeort            | Name, Leben |
| ------------ | --- | --------------------- | --- |
|              | HIER WOHNTE JOSEF ADLER GEB. 1924 DEPORTIERT 1942 AUSCHWITZ-BIRKENAU ERMORDET                                                                       | Martelarenlaan 179    | Josef Adler |
|              | HIER WOHNTE ERNST JOSEF ROTHSCHILD GEB. 1930 UNTERGETAUCHT 26.3.1944 ÜBERLEBT                                                                       | Martelarenlaan 179    | Ernst Josef Rothschild |
|              | HIER WOHNTE FELIX JACOB ROTHSCHILD GEB. 1927 DEPORTIERT 1942 AUSCHWITZ-BIRKENAU ERMORDET                                                            | Martelarenlaan 179    | Felix Jacob Rothschild |
|              | HIER WOHNTE HANNAH SULAMITH ROTHSCHILD GEB. 1928 VERHAFTET 26.3.1944 DEPORTIERT 1944 VITTEL BEFREIT                                                 | Koning Albertlaan 108 | Hannah Sulamith Rothschild |
|              | HIER WOHNTE JACOB RUBEN ROTHSCHILD GEB. 1886 VERHAFTET 10.5.1940 INTERNIERT SAINT-CYPRIEN, GURS, DRANCY DEPORTIERT 1942 AUSCHWITZ-BIRKENAU ERMORDET | Koning Albertlaan 108 | Jacob Ruben Rothschild |
|              | HIER WOHNTE JULIUS ALEXANDER ROTHSCHILD GEB. 1933 UNTERGETAUCHT 26.3.1944 ÜBERLEBT                                                                  | Koning Albertlaan 108 | Julius Alexander Rothschild |
|              | HIER WOHNTE JULIUS MICHAEL ROTHSCHILD GEB. 1925 DEPORTIERT 1942 AUSCHWITZ-BIRKENAU ERMORDET                                                         | Martelarenlaan 179    | Julius Michael Rothschild wurde am 2. Juni 1925 in Hamburg geboren. Seine Eltern waren Leo Rothschild und Betty geb. Flörsheim. Er hatte zwei jüngere Brüder Felix und Ernst Joseph, eventuell weitere Geschwister. Er war Schüler und ging mit seiner Familie nach Belgien. Er wurde verhaftet, in das SS-Sammellager Mecheln verschleppt, am 4. August 1942 nach Auschwitz-Birkenau deportiert und dort vom NS-Regime ermordet. Seine Mutter und sein Felix wurden ebenfalls in Auschwitz im Rahmen der Shoah ermordet. |
|              | HIER WOHNTE LEO ROTHSCHILD GEB. 1898 VERHAFTET 10.5.1940 INTERNIERT SAINT-CYPRIEN GURS MURET - HAUTE GARONNE BEFREIT                                | Martelarenlaan 179    | Leo Rothschild |
|              | HIER WOHNTE MATHILDE RENATE ROTHSCHILD GEB. 1926 DEPORTIERT 1942 AUSCHWITZ-BIRKENAU ERMORDET                                                        | Koning Albertlaan 108 | Mathilde Renate Rothschild |
|              | HIER WOHNTE MATHILDE TIRZAH ROTHSCHILD GEB. 1923 DEPORTIERT 1942 AUSCHWITZ-BIRKENAU ERMORDET                                                        | Koning Albertlaan 108 | Mathilde Tirzah Rothschild |
|              | HIER WOHNTE NOEMI BERTHA ROTHSCHILD GEB. 1931 UNTERGETAUCHT 26.3.1944 ÜBERLEBT                                                                      | Koning Albertlaan 108 | Noemi Bertha Rothschild |
|              | HIER WOHNTE SUZANNE MARION ROTHSCHILD GEB. 1926 DEPORTIERT 1942 AUSCHWITZ-BIRKENAU ERMORDET                                                         | Koning Albertlaan 108 | Suzanne Marion Rothschild |
|              | HIER WOHNTE BETTY ROTHSCHILD FLÖRSHEIM GEB. 1895 DEPORTIERT 1942 AUSCHWITZ-BIRKENAU ERMORDET                                                        | Martelarenlaan 179    | Betty Rothschild Flörsheim wurde am 20. Mai 1895 in Hamburg geboren. Sie war die Tochter von Julius Joel Flörsheim (1863–1919) und Bertha geb. Möller (1870–1930). Sie hatte zwei Schwestern und zwei Brüder, Flora Blümchen und Eva, Michael and Hugo. Sie heiratete Leon Rothschild, auch Jehudo genannt, geboren 1898. Das Paar hatte vier Söhne, Julius Michael (1925), Felix (1927), Ernst Joseph (1930) und Günther. Sie wurde verhaftet, nach Auschwitz deportiert und dort im August 1942 vom NS-Regime ermordet. Zwei ihrer Söhne, Julius Michael und Felix, wurden ebenfalls im Rahmen der Shoah ermordet. Ihr Ehemann, ihr Sohn Ernst Joseph und beide Schwestern konnten den NS-Terror überleben. Ihr Mann verstarb 1949. |
|              | HIER WOHNTE FLORA ROTHSCHILD FLÖRSHEIM GEB. 1891 VERHAFTET 26.3.1944 INTERNIERT VITTEL BEFREIT                                                      | Koning Albertlaan 108 | Flora Rothschild Flörsheim |
|              | HIER WOHNTE GUSTAAF REULENS GEB. 1907 WIDERSTANDSKÄMPFER `P.L.` VERHAFTET 23-12-1944 KESSEL-LO INTERNIERT 8-5-1944 BUCHENWALD BEFREIT               | Zavelstraat 140       | Gustaaf Ruelens Bemerkung: P.L. steht für Partisanenarmee. Er und Raymond Vrancken waren beide Mitglieder der belgischen Partisanenarmee. Für Raymond Vrancken liegt in Lubbeek ein Stolperstein. |
|              | HIER WOHNTE LOTTE WEISSMANN GEB. 1912 VERHAFTET 26.3.1944 DEPORTIERT 1944 AUSCHWITZ-BIRKENAU BEFREIT                                                | Martelarenlaan 179    | Lotte Weissmann |

#### Lubbeek
In Lubbeek wurde bisher ein Stolperstein verlegt.
| Stolperstein | Übersetzung | Verlegeort         | Name, Leben                          |
| ------------ | --- | ------------------ | ------------------------------------ |
|              | HIER WOHNTE RAYMOND CAROLUS VRANCKEN GEB. 1907 GEISELHAFT VERRATEN VERHAFTET 27-1-1944 PELLENBERG INTERNIERT 8-5-1944 BUCHENWALD ERMORDET 17-1-1945 | Steenrotsstraat 32 | RAYMOND CAROLUS VRANCKEN (1907–1945) |

#### Tielt-Winge
In Tielt-Winge wurde bisher ein Stolperstein verlegt.
| Stolperstein | Übersetzung                                                                                        | Verlegeort   | Name, Leben                 |
| ------------ | -------------------------------------------------------------------------------------------------- | ------------ | --------------------------- |
|              | HIER WOHNTE REMIGIUS MORREN GEB. 1884 VERHAFTET 11.8.1944 DEPORTIERT ERMORDET 31.1.1945 NEUENGAMME | Binkomstraat | REMIGIUS MORREN (1884–1945) |

### Ostflandern

#### Dendermonde
| Stolperstein | Übersetzung                                                                                                | Verlegeort                                         | Name, Leben |
| ------------ | --- | -------------------------------------------------- | --- |
|              | HIER WOHNTE GEORGES BUYSSE GEB. 1908 VERHAFTET 26.9.1942 UMGEKOMMEN 6.4.1945 ESTERWEGEN                    | Leopoldlaan 34                                     | Georges Buysse (1908–1945) |
|              | HIER WOHNTE MARCEL GO0SSENS GEB. 1908 VERHAFTET 26.9.1942 ENTHAUPTET 22.11.1943 BRANDENBURG-GÖRDEN         | Leopoldlaan 55                                     | Marcel Goossens (1908–1943) |
|              | HIER WOHNTE JEAN DE GRAUWE GEB. 1904 VERHAFTET 26.9.1942 ENTHAUPTET 22.11.1943 BRANDENBURG-GÖRDEN          | Franz Courtensstraat 28                            | Jean De Grauwe, auch Joseph, wurde am 19. Dezember 1904 in Berlaere bei Dendermonde geboren. Er wurde Mechaniker, wohnte in der Franz-Gourtenstraat und schloss sich der Résistance an. Er wurde 1942 in Ostflandern als Widerstandskämpfer und Mitglied einer „deutschfeindliche(n) Geheimorganisation“ verhaftet, beruhend auf dem Nacht-und-Nebel-Erlass. Heimlich wurde er nach Deutschland verschleppt. In einer Gruppe von 13 belgischen NuN-Gefangenen wurde Jean de Grauwe zuerst in die Haftanstalt Vechta überstellt und am 15. September 1943 in das Zuchthaus Hameln. Gemeinsam mit zwanzig weiteren Gefangenen der NuN-Aktion in Belgien wurde ihm von 20. und 22. Oktober wegen Feindbegünstigung vor dem Berliner Volksgerichtshof der Prozess gemacht. Ein weiterer Anklagepunkt lautete auf „Freischärlerei“. Er wurde zum Tode verurteilt – so wie auch alle anderen belgischen Angeklagten. Nach dem Prozess kam er nach Hameln zurück, wurde am 9. November 1943 in das Zuchthaus Brandenburg verlegt und dort am 22. November 1943 mit dem Fallbeil hingerichtet. Am selben Tag wurden dort auch zwölf weitere Widerstandskämpfer aus Belgien exekutiert. |
|              | HIER WOHNTE ANTOINE HANNOSET GEB. 1906 VERHAFTET 26.9.1942 FÜSILIERT 10.11.1942 LOPPEM                     | Brusselsestraat 37-39                              | Antoine Hannoset (1906–1942) |
|              | HIER WOHNTE GASTON JANZEGERS GEB. 1908 VERHAFTET 26.9.1942 ERMORDET 12.2.1945 GROSS-ROSEN                  | Leopoldlaan 55                                     | Gaston Janzegers (1908–1945) |
|              | HIER WOHNTE PIERRE DE LANDTSHEER GEB. 1908 VERHAFTET 26.9.1942 UMGEKOMMEN 29.12.1944 DACHAU                | Dijkstraat 36                                      | Pierre de Landtsheer, auch Pieter-Alfons, wurde am 15. November 1908 in Dendermonde geboren. Er hatte zumindest einen älteren Bruder, Tony-Jean. Die Brüder schlossen sich der Resistance an, sie zählten zur Vriye Legioe, der freien Legion. Pierre de Landtsheer wurde am 11. April 1942 verhaftet und bis 23. Mai 1942 im Hôtel de ville gefangen gehalten. Am 22. März 1943 wurde er nach Deutschland deportiert und dort in verschiedenen Konzentrationslagern zur Zwangsarbeit verpflichtet. Er starb am 25. Dezember 1944 im KZ Dachau an den Folgen der Misshandlungen durch Vertreter des NS-Regimes. |
|              | HIER WOHNTE TONY DE LANDTSHEER GEB. 1906 VERHAFTET 26.9.1942 UMGEKOMMEN 19.3.1945 FLOSSENBÜRG              | Dijkstraat 36                                      | Antoon de Landtsheer (1908–1945) |
|              | HIER WOHNTE WILLEM LORET GEB. 1889 VERHAFTET 26.9.1942 UMGEKOMMEN 1.2.1945 DACHAU                          | Donkstraat 11                                      | Willem Loret (1889-1945) |
|              | HIER WOHNTE JOZEF MAES GEB. 1917 VERHAFTET 30.9.1942 UMGEKOMMEN 17.7.1945 DENDERMONDE                      | Dijkstraat 110                                     | Jozef Maes (1917-1945) |
|              | HIER WOHNTE DOM ANSELMUS DE MEIRSMAN GEB. 1910 VERHAFTET 28.9.1942 FÜSILIERT 10.11.1942 LOPPEM             | Vlasmarkt 23 (vor der Basilika St. Peter und Paul) | Dom Anselmus De Meirsman (1910-1942) |
|              | HIER WOHNTE ADOLF DE MOL GEB. 1914 VERHAFTET 26.9.1942 ENTHAUPTET 22.11.1943 BRANDENBURG-GÖRDEN            | Statieplein 16                                     | Adolf de Mol (1914-1943) |
|              | HIER WOHNTE ALBÉRIC REUBENS GEB. 1921 VERHAFTET 26.9.1942 UMGEKOMMEN 16.4.1945 SACHSENHAUSEN               | Noordlaan 21                                       | Albéric Reubens (1921-1945) |
|              | HIER WOHNTE LUCIEN VAN DER STRAETEN GEB. 1913 VERHAFTET 24.9.1942 ENTHAUPTET 22.11.1943 BRANDENBÜRG-GÖRDEN | Bogaerdstraat 2                                    | Lucien van der Straeten (1913-1943) |
|              | HIER WOHNTE JULIEN VANGEEL GEB. 1910 VERHAFTET 26.9.1942 ERMORDET 19.4.1945 FLOSSENBÜRG                    | Leopoldlaan 48                                     | Julien Vangeel (1910-1945) |
|              | HIER WOHNTE RENÉ VERLEYEN GEB. 1901 VERHAFTET 26.9.1942 FÜSILIERT 10.11.1942 LOPPEM                        | Dijkstraat 114                                     | René Verleyen (1901-1942) |
|              | HIER WOHNTE ARMAND VICQUERAY GEB. 1901 VERHAFTET 30.9.1942 ERMORDET 25.3.1945 FLOSSENBÜRG                  | Brusselsestraat 43                                 | Armand Vicqueray (1901-1945) |

#### Gent
Die Verlegungen an zwei Adressen in Gent erfolgten mit Genehmigung der Stadtverwaltung. Im März 2019 wurden dort weitere zwanzig Stolpersteine für Widerstandskämpfer verlegt.
| Stolperstein | Übersetzung | Verlegeort                    | Name, Leben           |
| ------------ | --- | ----------------------------- | --------------------- |
|              | HIER WOHNTE MARGUERITTE BLOCH GEB. 1900 DEPORTIERT 1942 VON MECHELEN AUS ERMORDET AUSCHWITZ                                                                             | Ecke Veldstraat / Hoornstraat | Margueritte Bloch     |
|              | HIER WOHNTE LEOPOLD BOONE GEB. 1907 WIDERSTANDSKÄMPFER GEHEIM LEGER VERHAFTET 1.6.1944 DEPORTIERT 1944 NEUENGAMME UMGEKOMMEN 3.5.1945 CAP ARCONA LÜBECKER BUCHT         | Hendruk Waelputstraat 11      | Leopold Boone         |
|              | HIER WOHNTE MICHEL CLOQUET GEB. 1921 WIDERSTANDSKÄMPFER GEHEIM LEGER VERHAFTET 18.7.1944 DEPORTIERT 1944 NEUENGAMME ERMORDET 26.1.1945 BLUMENTHAL                       | Kortrijksesteenweg 890        | Michel Cloquet        |
|              | HIER WOHNTE CHARLES COLYN GEB. 1888 WIDERSTANDSKÄMPFER GEHEIM LEGER VERHAFTET 18.7.1944 DEPORTIERT 1944 NEUENGAMME ERMORDET 19.12.1944 BLUMENTHAL                       | Kortrijksepoortstraat 240     | Charles Colyn         |
|              | HIER WOHNTE ANDRE DE BRUYNE GEB. 1914 WIDERSTANDSKÄMPFER GEHEIM LEGER VERHAFTET 19.7.1944 DEPORTIERT 1944 NEUENGAMME ERMORDET 31.12.1944 BLUMENTHAL                     | André De Bruynestraat 5       | André De Bruyne       |
|              | HIER WIRKTE VICTOR DE PAEPE GEB. 1902 WIDERSTANDSKÄMPFER O.F.-F.I. VERHAFTET 12.8.1944 DEPORTIERT 1944 NEUENGAMME UMGEKOMMEN 1.5.1945 LÜBECK                            | Meersstraat 138               | Victor De Paepe       |
|              | HIER WOHNTE JOACHIM ESBERG GEB. 1916 VERHAFTET 10.5.1940 DEPORTIERT 1940 UIT ST.CYPRIEN AUSCHWITZ ERMORDET 1942                                                         | Schoonnmeersstraat 45         | Joachim Esberg        |
|              | HIER WOHNTE CARLOS GOUBAU GEB. 1922 WIDERSTANDSKÄMPFER GEHEIM LEGER VERHAFTET 18.7.1944 DEPORTIERT 1944 NEUENGAMME ERMORDET 5.3.1945                                    | Goubaulaan 5                  | Carlos Goubau         |
|              | HIER WOHNTE CHARLES GOUBAU GEB. 1888 WIDERSTANDSKÄMPFER GEHEIM LEGER VERHAFTET 18.7.1944 DEPORTIERT 1944 NEUENGAMME ERMORDET 28.3.1945                                  | Goubaulaan 5                  | Charles Goubau        |
|              | HIER WIRKTE CAMILLE HAEGEMAN GEB. 1904 WIDERSTANDSKÄMPFER O.F.-F.I. VERHAFTET 12.8.1944 DEPORTIERT 1944 NEUENGAMME UMGEKOMMEN 2.5.1945 CAP ARCONA LÜBECKER BUCHT        | Meersstraat 138               | Camille Haegeman      |
|              | HIER WOHNTE JEAN INGELS GEB. 1907 WIDERSTANDSKÄMPFER GEHEIM LEGER NETZWERK KOMET ERSCHOSSEN 20.10.1943 NATIONALER SCHIESSPLATZ BRÜSSEL                                  | Fortlaan 93–94                | Jean Ingels           |
|              | HIER WIRKTE GUSTAVE LABENS GEB. 1912 WIDERSTANDSKÄMPFER O.F.-F.I. VERHAFTET 12.8.1944 DEPORTIERT 1944 NEUENGAMME UMGEKOMMEN 3.5.1945 SANDBOSTEL                         | Meersstraat 138               | Gustave Labens        |
|              | HIER WIRKTE ROGER LAMMERTYN GEB. 1922 WIDERSTANDSKÄMPFER O.F.-F.I. VERHAFTET 12.8.1944 DEPORTIERT 1944 NEUENGAMME ERMORDET 17.1.1945 BLUMENTHAL                         | Meersstraat 138               | Roger Lammertyn       |
|              | HIER WOHNTE OVCHIE LEMPERT GEB. 1908 BESSARABIEN VERHAFTET 21.1.1943 INTERNIERT MECHELEN DEPORTIERT 1943 AUSCHWITZ TODESMARSCH ERMORDET                                 | Kortrijksepoortstraat 244     | Ovchie Lempert        |
|              | HIER WOHNTE MARCEL LEVY GEB. 1900 DEPORTIERT 1942 VON MECHELEN AUS ERMORDET AUSCHWITZ                                                                                   | Ecke Veldstraat / Hoornstraat | Marcel Levy           |
|              | HIER WOHNTE SOPHIE LOEB-BLOCH GEB. 1873 DEPORTIERT 1943 VON MECHELEN AUS ERMORDET AUSCHWITZ                                                                             | Ecke Veldstraat / Hoornstraat | Sophie Loeb-Bloch     |
|              | HIER WIRKTE JULIUS MATTHYS GEB. 1905 WIDERSTANDSKÄMPFER O.F.-F.I. VERHAFTET 12.8.1944 DEPORTIERT 1944 NEUENGAMME UMGEKOMMEN 23.4.1945 FRACHTSCHIFF ATHEN LÜBECKER BUCHT | Meersstraat 138               | Julius Matthys        |
|              | HIER WOHNTE ROBERT MUSSCHE GEB. 1912 WIDERSTANDSKÄMPFER O.F.-F.I. VERHAFTET 31.8.1944 DEPORTIERT 1944 NEUENGAMME UMGEKOMMEN 3.5.1945 CAP ARCONA LÜBECKER BUCHT          | Paul Fredericqstraat 91       | Robert Mussche        |
|              | HIER WOHNTE JOZEF SPEECKAERT GEB. 1907 WIDERSTANDSKÄMPFER GEHEIM LEGER VERHAFTET 17.7.1944 DEPORTIERT 1944 NEUENGAMME ERMORDET 5.1.1945 BLUMENTHAL                      | Groot-Brittaniëlaan 88        | Jozef Speeckaert      |
|              | HIER WOHNTE HENRY STORY GEB. 1897 WIDERSTANDSKÄMPFER SOCRATES GEHEIMDIENST / AKTIONEN VERHAFTET 20.10.1943 DEPORTIERT ERMORDET 5.12.1944 GROSS-ROSEN                    | Henri Storystraat             | Henri Story           |
|              | HIER WOHNTE MAURICE VANDEPUTTE GEB. 1888 WIDERSTANDSKÄMPFER GEHEIM LEGER VERHAFTET 9.12.1942 DEPORTIERT 1943 ERMORDET 9.11.1944 GROSS-ROSEN                             | Monterreystraat 63            | Maurice Vandeputte    |
|              | HIER WOHNTE FRANS VAN SPEYBROECK GEB. 1919 WIDERSTANDSKÄMPFER GEHEIMDIENST / AKTIONEN ERMORDET 7.9.1944 ASPER                                                           | Dorpsstraat 34                | Frans Van Speybroeck  |
|              | HIER WOHNTE LUCIEN VAN SPEYBROECK GEB. 1920 WIDERSTANDSKÄMPFER GEHEIM LEGER ERSCHOSSEN 24.5.1943 OOSTAKKER                                                              | Dorpsstraat 34                | Lucien Van Speybroeck |
|              | HIER WOHNTE MAURICE WANZELE GEB. 1907 WIDERSTANDSKÄMPFER O.F.-F.I. VERHAFTET 12.8.1944 DEPORTIERT 1944 NEUENGAMME ERMORDET 6.12.1944 BLUMENTHAL                         | Meersstraat 138               | Maurice Wanzele       |
|              | HIER WOHNTE GERARD WILLEMOT GEB. 1901 WIDERSTANDSKÄMPFER GEHEIM LEGER LUC-MARC VERHAFTET 10.12.1943 DEPORTIERT 1944 ERMORDET 19.2.1945 MITTELBAU-DORA                   | Gérard Willemotlaan 90        | Gérard Willemot       |

#### Wichelen
In Wichelen wurden an sechs Adressen sechs Stolpersteine verlegt.
| Stolperstein | Übersetzung | Verlegeort                   | Name, Leben                              |
| ------------ | --- | ---------------------------- | ---------------------------------------- |
|              | HIER WOHNTE OREEL VAN DEN ABEELE GEB. 1922 WIDERSTANDSKÄMPFER NIEDERGESCHOSSEN 7.9.1944 WETTEREN                                                     | Wichelen, Wanzelestraat 20   | Oreel van den Abeele (1922-1944)         |
|              | HIER WOHNTE MARGRIET CROMBEEN GEB. 1901 WIDERSTANDSKÄMPFERIN VERHAFTET 31.8.1944 GENTBRUGGE DEPORTIERT 1944 AUS GENT ERMORDET APRIL 1945 RAVENSBRÜCK | Wichelen, Wettersestraat 25  | Margriet Crombeen (1901-1945)            |
|              | HIER WOHNTE RENE GOEMAN GEB. 1914 WIDERSTANDSKÄMPFERIN VERHAFTET SEPT.1943 WETTEREN ERMORDET 6.10.1943 OOSTAKKER                                     | Wichelen, Wanzelesteenweg 13 | René Goeman (1914-1943)                  |
|              | HIER WOHNTE FRANS VAN HECK GEB. 1923 ZWANGSARBEITER DEUTSCHLAND VERSTORBEN 21.7.1945 MAAGDENBURG                                                     | Wichelen, Boterhoek 17       | Frans van Heck (1923-1945)               |
|              | HIER WOHNTE CORNELIS LEON VAN HERREWEGHE GEB. 1924 ZWANGSARBEITER DEUTSCHLAND VERSTORBEN 31.12.1944 NEUENGAMME                                       | Wichelen, Hoogstraat 29      | Cornelis Leon van Herreweghe (1924-1944) |
|              | HIER WOHNTE ALBERT TEMMERMAN GEB. 1915 WIDERSTANDSKÄMPFERIN VERHAFTET 24.8.1944 LEDEBERG ERMORDET 24.8.1944 GENT                                     | Wichelen, Stationsstraat 30  | Albert Temmerman (1915-1944)             |

### Westflandern
Bislang wurden jeweils ein Stolperstein in Nieuwpoort Kortrijk und Menen sowie 30 in Brügge verlegt.

#### Brügge
In Brügge wurden 30 Stolpersteine verlegt.
| Stolperstein | Übersetzung | Verlegeort                               | Name, Leben                                |
| ------------ | --- | ---------------------------------------- | ------------------------------------------ |
|              | HIER WOHNTE JACKY BARKAN GEB. 1938 JÜDISCHES KIND AUF DER FLUCHT GESTORBEN 2014 ISRAEL                                                                              | Brieversweg 83 Sint-Kruis (Brügge)       | Jacky Barkan, auch Borzykowski (1938–2014) |
|              | HIER WOHNTE MATHIEU HINOUL GEB. 1926 WIDERSTANDSKÄMPFER VERHAFTET 21-9-1943 INTERNIERT 17-11-1943 SINT-GILLIS DEPORTIERT 20-11-1943 ERMORDET 11-2-1945 MITTELEUROPA | August Derrestraat 47 Assebroek (Brügge) | Mathieu Hinoul (1926–1945)                 |
|              | IN DUDZELE WOHNTE CYRIEL HUYS GEB. 1925 WIDERSTANDSKÄMPFER VERHAFTET 23-2-1944 DUDZELE DEPORTIERT 12-6-1944 GROSS-STREHLITZ BUCHENWALD UNGEKOMMEN APRIL 1945        | Westkapelse Steenweg 44 Dudzele          | Cyriel Huys (1925-1945)                    |
|              | HIER WOHNTE HECTOR JOYE GEB. 1893 ENTHAUPTET 18 OKTOBER 1943 DORTMUND                                                                                               | Sint-Jorisstraat 69 Brügge               | Hector Joye (1893–1943)                    |
|              | HIER WOHNTE BENOIT STORME GEB. 1919 WIDERSTANDSKÄMPFER VERHAFTET 16-4-1943 DEPORTIERT 4-9-1943 MEHRERE LAGER BEFREIT MAI 1945 MITTELBAU-DORA                        | Eiermarkt 9 Brügge                       | Benoit Storme (1919-1963)                  |
|              | HIER WOHNTE NORBERT VANBEVEREN GEB. 1925 WIDERSTANDSKÄMPFER VERHAFTET 23-9-1943 ENTHAUPTET 27-11-1944 MÜNCHEN                                                       | Karel De Stoutelaan 70 Brügge            | Norbert Vanbeveren (1925–1944)             |
|              | HIER WOHNTE RENAAT VANDEVOORDE GEB. 1921 VERHAFTET JAN. 1943 BRÜGGE ZWANGSARBEIT BRAUNSCHWEIG 1943 OBERHAUSEN 1944 PÖLITZ 1944 ÜBERLEBT                             | Mortierstraat 46 Brügge                  | Renaat Vandevoorde (1921-2021)             |
|              | HIER WAR VERSTECKT EDUARD ZIMMERMAN GEB. 1933 BEFREIT | Brieversweg 83 Sint-Kruis (Brügge)       | Eduard Zimmerman (1933-1978)               |

#### Kortrijk
In Kortrijk wurde bisher ein Stolperstein verlegt.
| Stolperstein | Übersetzung                                                                     | Verlegeort | Name, Leben                    |
| ------------ | ------------------------------------------------------------------------------- | ---------- | ------------------------------ |
|              | HIER LEBTE EDMOND BUYSSCHAERT GEB. 1923 GEHEIM LEGER ERMORDET 2.9.1944 KORTRIJK | Graanmarkt | Edmond Buysschaert (1923–1944) |

#### Menen
In Menen wurde bisher ein Stolperstein verlegt.
| Stolperstein | Übersetzung                                                                            | Verlegeort       | Name, Leben                     |
| ------------ | -------------------------------------------------------------------------------------- | ---------------- | ------------------------------- |
|              | HIER WOHNTE GIZELA KLEINBARTOVA GEB. 1916 DEPORTIERT 1942 AUSCHWITZ ERMORDET 28.9.1942 | Rijselstraat 262 | Gizela Kleinbartova (1916–1942) |

## Verlegedaten
Die Stolpersteine von Flandern wurden von Demnig selbst an folgenden Daten verlegt:
- 3. Februar 2017: Löwen
- 4. Februar 2017: Gent (Kortrijksepoortstraat 244)
- 12. Februar 2018: Gent (Ecke Veldstraat/Hoornstraat)
- 6. und 7. März 2019: Gent (20 Stolpersteine)
- 8. September 2019: Kortrijk (1)
- 18. November 2021: Menen (1)